# الأسس المنطقية للاستقراء
الأسس المنطقية للاستقراء: دراسة جديدة للاستقراء تستهدف اكتشاف الأساس المنطقي المشترك للعلوم الطبيعية وللإيمان بالله هو كتاب فلسفي للفقيه والفيلسوف الشيعي السيد محمد باقر الصدر. والكتاب هو محاولة من الصدر للتعامل مع مشكلة الاستقراء، وفي نهاية المطاف إقامة قاعدة منطقية عقلانية مشتركة للعلوم الطبيعية، والإيمان بالله. وهذا ما يشير إليه العنوان الفرعي للكتاب "دراسة جديدة للاستقراء تستهدف اكتشاف الأساس المنطقي المشترك للعلوم الطبيعية وللإيمان بالله". ويُعتبر الكتا ذا قيمة عالية، ولكن في الوقت نفسه أُهمل إلى حد كبير ولم يُدرس بشكل جيد؛ وقد جذب مؤخرًا دارسي الأديان والمنطق.

## الخلفية
السيد محمد باقر الصدر (1934 - 1980) كان مفكرًا ورجل دين شيعيًا عراقيًا مؤثرًا، ويُعتبر غالبًا واحدًا من أبرز علماء الشيعة الاثني عشرية في القرن العشرين. وفي العشرينيات من عمره، شهد الصدر انتشار الشيوعية والعلمانية في العراق. وهكذا انخرط الصدر في ما يبدو أنه وجده من التحديات الكبرى التي تواجه الإسلام في عصره، ألا وهي الماركسية والليبرالية الغربية. وهذا ما يبدو أن الصدر قد ركّز نفسه لإيقاف هذه الآيدلوجيات، كما يتضح من إنتاجه الفكري الذي يهدف إلى نقل إسلام حديث قادر على أن يكون بديلًا عن الشيوعية والرأسمالية. ومن أعماله ثلاثية، أولها بعنوان "فلسفتنا". ويتناول نظرية المعرفة ويدافع عن العقلانية والمعرفة الإنسانية. الكتاب الثاني "اقتصادنا" يتناول الاقتصاد الإسلامي كبديل للرأسمالية؛ وهو من أشهر كتبه، وأفضل ما كُتب عن الاقتصاد الإسلامي في العصر الحديث. أما الكتاب الثالث (مجتمعنا) فلم يُنشر، وربما بقي غير مكتمل بسبب سجن الصدر وإعدام القوات العراقية له مع أخته آمنة الصدر؛ بأمر من صدام حسين. كما ألف الصدر أعمالاً أخرى، منها هذا العمل في المنطق بعنوان: الأسس المنطقية للاستقراء.  ويبدو أن هذه الرسالة هي محاولة من الصدر للرد على التحديات الدنيوية للعلوم الطبيعية، والتي يبدو فيها أن الله "فرضية يمكن الاستغناء عنها"، وذلك من خلال إثبات أنه لا يوجد في العلم ما يهدد الدين ونظرته إلى الحياة. وهذا واضح في عنوان الكتاب الفرعي: "دراسة جديدة في الاستقراء تهدف إلى اكتشاف الأساس المنطقي المشترك بين العلوم الطبيعية والإيمان بالله". 
ويبدو أن الصدر مر بمرحلتين في فكره الفلسفي. في البداية، وكما هو واضح في كتابه "فلسفتنا" (1959) ، يدعم الصدر المنهج الأرسطي العقلاني في المعرفة، وهو المنهج الذي انتشر في العصر الذهبي للإسلام. وقد انتقد هذا النهج في وقت لاحق، ودعا في كتابه "الأسس المنطقية للاستقراء" (1972) إلى نهج جديد للمعرفة أطلق عليه النهج الذاتي؛ وقد أشاد برأيه باحثون في جامعة موسكو وجامعة أكسفور.

### التاريخ
- وفي سنة 1384 هـ ألقى الصدر المحاضرات التي حاول فيها تأسيس "المنطق الذاتي" الذي سيظهر فيما بعد في كتابه "الأسس المنطقية للاستقراء".[4]
- في عام 1385 هـ، كان الصدر بصدد دراسة وتحضير كتاب "الأسس المنطقية للاستقراء"، وهي عملية يُروى أنها استمرت سبع سنوات. وفي هذه العملية، كان على الصدر دراسة الرياضيات، وخاصة نظرية الاحتمالات.[5]
- وقد نُشر الكتاب وطُبع سنة 1391هـ (1972م).[6]

## الملخص
كما يشير عنوان هذه الرسالة فإن الصدر يتناول فيها "الأسس المنطقية للاستقراء". يبدأ الصدر بالمقارنة بين الاستقراء والاستنباط، فيُعرّف الاستنباط بأنه الاستدلال الذي لا تكون نتيجته أعم من المقدمات. في المقابل، يُعرَّف الاستقراء بأنه الاستدلال الذي ننتقل فيه من مقدمات معينة إلى استنتاجات عامة. هناك طريقة أخرى للمقارنة بين الاستنتاج والاستقراء من خلال الدرجة التي تضمن بها المقدمات الاستنتاج. في الاستدلال، فإن حقيقة مقدمات الحجة تستلزم حقيقة نتيجتها. من ناحية أخرى، في الاستقراء، فإن حقيقة المقدمات تجعل النتيجة محتملة، بدلًا من ضمان صحتها. ومن هنا، وكما يقول الصدر في مقدمته، هناك "فجوة" في الاستدلال الاستقرائي. وذلك لأن الاستدلال الاستنتاجي مبرر بقانون عدم التناقض، في حين أن الاستقراء يفتقر إلى هذا التبرير. ويهدف الصدر في هذا الكتاب إلى سد هذه "الفجوة"، وتوفير المبرر المفقود للاستدلال الاستقرائي. ينقسم الكتاب إلى أربعة أقسام. يتضمن القسمان الأولان انتقادات لمحاولات سابقة لحل مشكلة الاستقراء، مع التركيز على ما يسميه الصدر "المنهج الأرسطي العقلاني"، والمنهج التجريبي. ويشكل القسم الثالث الجزء الأكبر من الكتاب، ويتضمن أسس المساهمة المعرفية للصدر. ويبحث القسم الرابع والأخير النتائج المعرفية للقسم السابق، بما في ذلك أن الإيمان بالله يمكن تبريره بنفس الوسائل المستخدمة في العلوم الطبيعية.

## المحتويات

### أرسطو والاستقراء
يبدأ الصدر مناقشته للمنهج الأرسطي (أو ما يسميه الصدر بالمنهج "العقلاني") في الاستقراء بالقول إن المنطق يفرق بين نوعين من الاستقراء، وهما الاستقراء التام والاستقراء الناقص. في الاستقراء التام، فإن النتيجة العامة تنبع من المقدمات لأن جميع الحالات مذكورة في المقدمات. الاستقراء التام هو بكل بساطة استنتاج صحيح. أما في الاستقراء الناقص، فإن النتيجة العامة تتجاوز الأمثلة المذكورة في المقدمات، وهذا ما يركز عليه الصدر.
يضع الصدر المنهج الأرسطي في تبرير الاستقراء الناقص بأنه يتكون من ثلاثة عناصر: أولًا، الادعاء بأن لا شيء يحدث بدون سبب، والذي يمكن اعتباره نسخة من مبدأ العلة الكافية. ثانيًا، الادعاء بأن العطف المتكرر يدل على السببية. ثالثًا، الادعاء بأن السببية تستلزم الانتظام، أي أنه كلما حدث السبب (أ) فهو يُسبب (ب)، وعليه فسوف يُتبعه السبب (ب). لا يحاول المنطق الأرسطي تبرير المكونين الأول والثالث، بل يتعامل مع كليهما كمبادئ عقلانية قبلية. ويبقى الادعاء الثاني قائمًا، وبالتالي فهو يحتاج إلى تبرير. تبرر المنطق الأرسطي الادعاء الثاني من خلال تأسيسه على مبدأ قبلي آخر؛ الادعاء بأنه إذا حدث الاقتران دائمًا أو في معظمه، فإن هذا الاقتران ليس مصادفة. وبهذا فإن الاستقراء الناقص في المنطق الأرسطي هو شكل من أشكال القياس الاستنتاجي، ومن ثم فهو مبرر. ومع ذلك، يزعم الصدر أن الادعاء بأن العطف إذا كان يتكرر دائمًا أو في الغالب لا يكون صدفة ليس مبدأً مسبقًا؛ فهو يعتبره مبررًا بالاستقراء، وبالتالي لا يمكن استخدامه لتبرير الاستقراء بسبب الوقوع في الاستدلال الدائري. ويورد الصدر سبعة حجج تدحض كون هذا الادعاء مبدأً مُسبقًا.

### الحسابات التجريبية للاستقراء
يختلف النهج التجريبي عن النهج العقلاني في أنه يرفض أي مبادئ مسبقة. يُصنّف الصدر الآراء التجريبية حول الاستقراء إلى ثلاثة أقسام: الأول: القول بإمكانية الوصول إلى اليقين بالاستدلال الاستقرائي، والثاني: القول بأن الاستدلال الاستقرائي يجعل استنتاجه أكثر أو أقل احتمالًا، ولكن ليس إلى درجة اليقين، والثالث: القول الذي يشكك في القيمة الموضوعية للاستقراء، ويجادل بأن قيمته تنبع من مجرد "العادة والعادة" العقلية. يتفق الرأيان الأول والثاني مع المنهج الأرسطي القائل بأن الاستقراء يعتمد على مبدأ أن لا شيء يحدث بدون سبب، ومبدأ أن السببية تقتضي الانتظام، لكنهما يختلفان معه في تبرير هذه المبادئ. يتبنى الحساب الأول نهج الاستدلال الدائري من حيث إن هذه المبادئ مُبررة بالاستقراء نفسه حيث تُستخدم في التبرير، في حين يقول الحساب الثاني أن هذه المبادئ لا يمكن تبريرها، وبالتالي فإن الاستقراء لا يمكن أن يؤدي إلى اليقين. ويتناول الصدر بشكل رئيس الرواية الثالثة المرتبطة بديفيد هيوم، والتي يمكن أن نسميها بالمنهج النفسي. ينتقد نهج هيوم في تفسير السببية، وتفسيره للاستقراء. بعد هذه المراجعة للمناهج التجريبية في الاستقراء، يخلص الصدر إلى أن المنهج التجريبي يفشل في تبرير الاستقراء وتفسيره.

### رواية الصدر عن الاستقراء: الذاتية
وبعد أن انتقد الصدر التوجهات العقلانية والتجريبية في الاستقراء، وضع ما أسماه "اتجاهًا جديدًا في نظرية المعرفة"، وهو توجهه الذاتي. إن منهجه يتفق مع المنهج العقلاني في أن معرفتنا مبنية على مبادئ مسبقة معينة، على الرغم من أنه يختلف معه في تحديد هذه المبادئ، والطرق التي يمكن أن تنمو بها معرفتنا. ويوضح الصدر الجزء الأخير بمزيد من التفصيل في أن معرفتنا يمكن أن تنمو بالوسائل الموضوعية والذاتية، وليس فقط بالوسائل الموضوعية كما يدعي النهج العقلاني. يتطلب هذا النمو الذاتي نوعًا جديدًا من "المنطق الذاتي" لتفسير الظروف التي تجعل النمو الذاتي للمعرفة عقلانيًا.
ويشير الصدر إلى أن النمو الذاتي للمعرفة يمر بمرحلتين: مرحلة النمو الموضوعي التي تبدأ فيها المعرفة مجرد احتمال يرتفع إلى احتمالات عالية بالوسائل الموضوعية ولكن لا يصل إلى درجة اليقين، ومرحلة النمو الذاتي التي ترتفع مع ذلك الاحتمال العالي إلى درجة اليقين. وتعتمد مرحلة النمو الموضوعي على نظرية الاحتمالات، التي يوضح الصدر نسخة منها. الفكرة وراء النمو الموضوعي هي أنه من خلال التجارب واستخدام مبادئ الاحتمالات، يمكن للمرء أن يثبت أن الظاهرة (أ) هي سبب ظاهرة أخرى (ب)، وبالتالي سوف تتبعها دائمًا في ظروف مماثلة. ولكن في مرحلة النمو الذاتي، يقدم الصدر الجسر الذي يغلق "الفجوة" الاستقرائية.

#### مرحلة النمو الذاتي
ويفرق الصدر بين ثلاثة أنواع من اليقين: اليقين المنطقي، واليقين الذاتي، واليقين الموضوعي. اليقين المنطقي هو اليقين الذي نحصل عليه عندما نؤمن بشيء ونعلم استحالة أن يكون غير ذلك، نظرًا للمعرفة الأخرى التي لدينا. على سبيل المثال، إذا علمنا أن (ب) و(ق) مُعطاة، فمن المستحيل منطقيًّا ألا يكون (ب) صحيحًا. اليقين الذاتي هو الحالة النفسية الذاتية التي قد يشعر بها الشخص بأن قضية ما صحيحة دون أي شك. وأخيرًا فإن اليقين الموضوعي هو اليقين المبني على قوانين الاحتمالات، وهو ما يسميه الصدر اليقين الذي تصل إليه المعرفة في مرحلة النمو الذاتي. ثم يطرح الصدر فرضية ترفع مع الاحتمالية العالية للاستدلال الاستقرائي في مرحلة النمو الموضوعي إلى اليقين الموضوعي العقلاني: "كلما أصبحت القيمة الاحتمالية لبديل ما عظيمة بشكل ساحق، فإن تلك القيمة تتحول - في ظل ظروف محددة - إلى يقين". وكأن "المعرفة البشرية مصممة بطريقة تمنعها من الاحتفاظ بقيم احتمالية صغيرة جدًا؛ أي قيمة احتمالية صغيرة تموت ببساطة لصالح قيمة الاحتمالية الكبيرة على الجانب الآخر؛ وهذا يعني: أن هذه القيمة [الاحتمالية الكبيرة] تتحول إلى يقين".

### تطبيقات الحساب الذاتي
وبعد أن عرض الصدر وجهة نظره حول الاستقراء، يقدم دليله على وجود الله على أسس استقرائية. ويهدف هذا في نهاية المطاف إلى إظهار أن اليقين في وجود الله يعتمد على نفس المبادئ التي تؤدي إلى اليقين في العلوم الطبيعية، وأننا إما أن نقبل أو نرفض كليهما.

## الاستقبال والنقد
وقد أشاد كثيرون من العالمين الإسلامي الغربي بهذا الكتاب وعدّوه إنجازًا عظيمًا للصدر، وأساسًا مميزًا للإنسانية في المنطق. ويُروى أن علماء من بينهم السيد أبو القاسم الخوئي لاحظوا عمق الكتاب وتعقيده. كما وجد علماء آخرون، ومن بينهم زكي نجيب محمود، أن الكتاب ذو قيمة عالية ويجب أن يُترجم إلى اللغة الإنجليزية ليُعرف قيمته. وعلى الرغم من هذه الأهمية، يرى العلماء أن الكتاب مُهمل إلى حد كبير وغير مدروس في المعاهد والمؤسسات الإسلامية؛ رغم أنه خُلاصة ممتازة وتيار فريد للمنطق الإسلامي.
ومع ذلك، لم يكن الكتاب خاليًا من النقد. إن الافتراض الذي يطرحه الصدر لتبرير النمو الذاتي للمعرفة، على سبيل المثال، انتقده صالح ج. آغا باعتباره مجرد وصف لكيفية عمل المعرفة البشرية، وليس المبرر الحقيقي للاستدلال الاستقرائي.
يذكر مرتضى فرج أن الصدر في هذا الكتاب يؤسس منطقًا استقرائيًا جديدًا وهو ما يسميه الصدر "المنطق الذاتي". هذا المنطق الجديد يوضح القواعد الخاصة بحساب الصدر "الذاتي" في نظرية المعرفة. يقدم فرج نقدًا لتحليل الصدر لكيفية عمل العقل البشري؛ فهو يزعم أن الصدر حدد القواعد الموضوعية التي تجعل الاستدلال الاستقرائي عقلانيًا، لكنه لا يصف ما يحدث بالفعل في العقل البشري. يستند فراج في نقده على عدة مفاهيم في فلسفة العلم، بما في ذلك مفهوم المعرفة الضمنية المنسوب إلى مايكل بولاني، وأطروحة دوهيم-كوين [الإنجليزية].